# 维克斯造船与工程公司
维克斯造船与工程有限公司（VSEL）是一家位于英格兰西北部坎布里亚郡巴罗因弗内斯的造船公司，生产军舰、民用船舶、潜艇和军备。该公司历史上是维克斯-阿姆斯特朗公司海军建造厂，拥有建造大型海军战舰和军备的传统。经过一段复杂的历史，该公司的造船部门现在更名为贝宜系统潜艇，而军备部门现在则隶属于贝宜系统平台和服务。

## 历史
该公司由詹姆斯·拉姆斯登于 1871 年创立，当时名为钢铁造船公司，但很快更名为巴罗造船公司。
1897 年，维氏父子公司收购了巴罗造船公司及其子公司马克西姆·诺登费尔特枪支弹药公司，成为维氏父子公司和马克西姆有限公司。巴罗的造船厂成为海军建筑与军备公司。1911 年，公司更名为维克斯有限公司 (Vickers Ltd)，并于 1927 年与阿姆斯特朗-惠特沃斯合并后更名为维克斯-阿姆斯特朗公司，后者位于泰恩河畔海沃克（High Walker）的造船厂后来成为“海军造船厂”。
1955年，造船部门更名为维克斯阿姆斯特朗造船有限公司，并于1968年再次更名为维克斯有限公司造船集团。
1977 年，根据《飞机和造船工业法 1977》，该造船集团被国有化，并入英国造船厂。
位于巴罗的前维克斯造船厂是英国造船厂第一家回归私营部门的造船厂。1986 年 3 月，该公司被出售给一家员工主导的公司 VSEL Consortium，该公司还包括其位于伯肯黑德的子公司卡梅尔·莱尔德。该公司于 1986 年 12 月在伦敦证券交易所上市。
1988年，由于高级管理层的失误和造船方法的改变，巴罗因弗内斯的维克斯造船厂意外地将凯旋号（S93）（核动力潜艇）的一部分焊接到了倒置位置。
1994 年，VSEL 接受了两项收购提议，一项来自 GEC，另一项来自英国宇航（BAe）。 VSEL 愿意参与与一家更大公司的合并，以减少其在军舰生产周期中的风险，特别是在冷战结束后进行“变革选项”国防审查之后。两次投标均提交给竞争委员会（MMC），该委员会于 1995 年 5 月向政府发布了结论和建议。BAe 的出价获得批准，而 MMC 得出结论（6 名成员中有两人表示反对）GEC 的出价可能“违背公共利益”。然而，VSEL 批准并接受了 GEC 的投标，因为国务卿赫塞尔廷没有接受 MMC 的建议并允许投标继续进行。
GEC 收购 VSEL 后更名为马可尼潜艇（VSEL），隶属于该公司的马可尼电子系统部门。随着英国航空航天公司和 GEC 的国防业务（马可尼电子系统公司）合并，VSEL 移交给了新成立的公司贝宜系统，成为贝宜系统潜艇的一部分。2003年，在贝宜系统公司将其船舶和潜艇建造业务分开后，它成为一个独立的部门，称为贝宜系统公司潜艇部门。

## VSEL制造
- AS90自行火炮

## 引用
1. ↑  . BBC.   [2013-05-04]. （原始内容存档于2023-07-03）.
2. ↑  'Armour Plate Planing Shop', 1902 的存檔，存档日期2012-02-13. Ingenious
3. 1 2  .   [2024-02-08]. （原始内容存档于2017-09-20）.
4. ↑   (PDF).   [3 May 2009]. （原始内容 (PDF)存档于2010-02-11）.
5. ↑  West, Michael. . 美联社. 1988-04-08  [2023-05-29]. 原始内容存档于2023-05-29.
6. ↑  GEC makes rival bid for VSEL （页面存档备份，存于） 独立报 (英国), 1994-10-29
7. ↑  Cash-in ahead at VSEL: Cambridge don stands to gain nearly £1m from bid for shipyard （页面存档备份，存于） 独立报 (英国), 1994-10-02
8. ↑  BAe fuels VSEL hopes in cash call for VSEL （页面存档备份，存于）独立报 (英国), 1995-03-31
9. ↑  Parliamentary debates （页面存档备份，存于） Hansard, 1995-05-23
10. ↑  GEC's knockout bid wins fight for VSEL简氏信息集团，1995